# Xylotrechus pilosus
Xylotrechus pilosus är en skalbaggsart som beskrevs av Aurivillius 1927. Xylotrechus pilosus ingår i släktet Xylotrechus och familjen långhorningar. Inga underarter finns listade i Catalogue of Life.